# Liste der Monuments historiques in Miribel (Ain)
Die Liste der Monuments historiques in Miribel (Ain) führt die Monuments historiques in der französischen Gemeinde Miribel auf.

## Liste der Bauwerke
| Bezeichnung             | Beschreibung              | Standort                  | Kennzeichnung | Schutzstatus | Datum | Bild           |
| ----------------------- | ------------------------- | ------------------------- | ------------- | ------------ | ----- | -------------- |
| Calvaire-fontaine       |                           | Place Henri-Grobon (Lage) | PA00116426    | Inscrit      | 1929  | weitere Bilder |
| Carillon du Mas Rillier | Erbaut im 20. Jahrhundert | Le Châtel (Lage)          | PA00125734    | Inscrit      | 1993  |                |
| Kirche St-Martin        | Erbaut im 14. Jahrhundert | (Lage)                    | PA00116427    | Classé       | 1928  | weitere Bilder |

## Liste der Objekte
- Monuments historiques (Objekte) in Miribel (Ain) in der Base Palissy des französischen Kultusministeriums